# الن فیدلر
الن فیدلر (آلمانی: Ellen Fiedler؛ زادهٔ ۲۶ نوامبر ۱۹۵۸) دونده دو با مانع اهل آلمان بود.